# W (漫畫)
《W》為臺灣漫畫家黃色書刊創作的漫畫作品。2014年於comico開始連載，後移至Webtoon繼續發展，於2021年9月完結。單行本目前已發行3卷。為作者首部連載作品，核心主題為「人性」。

## 劇情簡介
|  | 在獸族充斥的夾縫中，只能更努力的活下去！ |

這是一個充滿大型獸族的世界，人類若不與之抗衡，就只得被面臨被吃掉的命運。沃夫與萊恩在逃亡的過程中，遇見了許多隱藏在這世界上不為人知的祕密⋯⋯

## 登場角色

### 不毛之地
為落後的「現代人」所居住的土地，大多數人定居於山洞內躲避低等獸族。

#### 狼之村
- 沃夫

本作主人翁，起初是為了躲避「低等獸族」襲擊的流亡者，有着「奔跑沃夫」（Wolf Run）的稱號。
故事開始時和摩提一起居住，其後遭到低等獸族襲擊。低等獸族殺死了摩提開始逃跑，逃跑過程中撿到了一個會發光的石頭（智慧型手機），貌似是只有高等獸族才會用的東西。然而因為這顆石頭，讓他被稱作「巫師」。
在逃跑的過程中遇見了戰力絕倫的光頭武士萊恩，萊恩為了逃避光頭村的追捕而主動成為沃夫的助手。
在皮斯村與光頭村之間的戰爭中拿出手機，被加德曼當成和高等獸族有關的人，當場斬斷左手，並帶回光頭村成為光頭村的俘虜。
加德曼死後被達特推薦成為村長，使用了動人的演說並把高等獸族一事告訴了全部村民，得到村民的熱烈支持，其後把光頭村重新命名為狼之村，並成為了狼之村的首領，並獲得「獨臂沃夫」的稱號，將村子治理得有聲有色。
由於村落越來越大，聽從洛克的説服，把狼之村的村民搬至墓地，並和荒鎮合併。
強盜事件後被推選為荒鎮的鎮長。湯米被處決後成為了派瑞特城的領主。
阿樂國滅亡後，統一了墓地，成為了狼之國的國王。在喬克的幫助下，復原了左手並改造成機械體。
在墓地的基地上與玄武談和，並與其同盟。
第一回人氣角色投票結果當選第二名。
- 萊恩

沃夫在逃跑中遇見的光頭武士(#第3話)，曾是光頭村的一員，後來殺死狩絕叛逃，為了逃避光頭村的追捕而主動成為沃夫的助手。
年幼時失去母親，被達特看中而親自培訓他，視達特為恩人。
項鍊是死去的母親所遺留下來耳環，手帶則是翠絲佛生前佩戴的頸帶。
狼之村成立後，成為了狼之村的大將，被稱作「獨眼萊恩」。
參與了皮斯村與光頭村之間的戰爭，與畢格戰鬥時失去左耳跟左眼，在阿樂國攻打派瑞特城時為了保護沃夫失去雙腿。
左眼與雙腳都被喬克給改造成機械體。
被喬克形容為最完美最強悍的人類。
阿樂國滅亡後，成為狼之國親衛隊的親衛隊長。
第一回人氣角色投票結果當選第一名。
- 達特

出生於不毛之地的醫者之村，並且為村長的兒子，左手上的刺青為醫者之紋。
原為光頭村的軍師兼醫生，被皮斯村活捉，並關在監獄長達三年，後來在戰爭中從獄中脫逃，遇見了艾曼露，並阻止了皮斯村與光頭村最後的血戰。
加德曼死後，輔佐沃夫建立狼之村，口才好而善於辯論，說服其他村莊臣服，擴大版圖，又稱作「策士達特」。
阿樂國滅亡後，成為狼之國的大宰相。
- 艾曼露（Aymanlu）

本名加德曼露，加德曼的女兒，年幼時被艾列克帶走。
在賽伯拉斯滅了毒牙族後帶走族人的研究資料逃走⁠⁠⁠⁠。
在皮斯村與光頭村戰爭時遇到達特，後來跟隨達特四處奔波。
擅長製毒，非常痛恨獸族。
- 斯拜

原為光頭村的謀士，加德曼的兒時玩伴，在皮斯村與光頭村戰爭中一直在皮斯村當臥底，身分敗露後離開了皮斯村。
跟隨鐵人村加盟狼之村，與達特共事。
在派瑞特城懷疑達特背叛狼之村，被李德派往監視的歐克殺死。
- 稻草

光頭村造反者的首領，萊恩的小弟，後來投靠狼之村。
因為表現良好被加德曼選為光頭村幹部，其後得知賽伯拉斯與光頭村的關係。
在阿樂國攻打派瑞特城時，為了保護沃夫而戰死。
- 安娜芭芭（Anabaa）

光頭村造反者成員，後來跟隨稻草投靠狼之村。
跟隨達特學習醫術。
在阿樂國攻打派瑞特城時戰死。
- 鬥奇

狼之村的「衝鋒隊長」，原為戰驢村的戰士，個性暴躁兇悍。
非常尊敬萊恩，不允許其他人侮辱萊恩。
- 波利比

曾經是四處遊走的旅人，負責記錄狼之村的歷史。
後期跟隨斯拜記錄歷史。
- 洛克

高等獸族。
愛麗絲的叔叔，外號「神槍手洛克」，正被通緝，與愛麗絲前往狼之村。
往狼之村傳授萊恩擊敗高等獸族的方法。
每把武器都以女朋友的名字來命名。
成為通緝犯之前，曾經是淨土的大軍隊長，而在淨土服役之前加入了末日軍。
痛恨科穆恩，跟科穆恩有一段不為人知的過去。
阿樂國滅亡後，成為負責與高等獸族溝通的狼之國外交官。
- 愛麗絲（Alice）

高等獸族。
薇多莉亞的妹妹，洛克的姪女。
與洛克前往狼之村，見識到許多關於狼之村的一切，並與萊恩他們做進一步接觸。
有意推翻家族所建立的「人類奴隸制度」，不惜與白虎國為敵。

#### 皮斯村
由熱火安德兩兄弟建立, 大約有五百人, 被光頭村襲擊後, 剩下兩百多人
外人進人村莊都要先要脫掉帽子
- 安德

皮斯村的首領，熱火的弟弟, 於第5話登場。
不想其他村莊得到先民智慧而殺死了英格蘭。
在皮斯村對光頭村之戰中，企圖得到魔女的力量而殺死翠絲佛，被加德曼一刀砍死。
- 熱火

皮斯村的「狩獵者隊長」，安德的兄長, 於第5話登場。
能徒手殺死低等獸族
參與皮斯村對光頭村之戰，後帶領光頭村的殘餘部隊突襲到光頭村，擊潰了光頭村，戰後拒絕加入狼之村，帶著皮斯村的殘黨離開。
後來加入末日軍。
殺死西里昂後獲得其武器。
在末日軍表現出色，成為了末日軍第六位獵人，號稱「戰神」。
- 翠絲佛

皮斯村的村民，兄長是史蓋爾，因有「預知能力」而被稱作「魔女」。一開始懷疑沃夫和萊恩是間諜，試圖在安德面前揭穿他們的陰謀，後來與兩人的感情逐漸加溫，成為好朋友。
翠絲佛幼時被高等獸族做人體實驗，變成「鳥語者」。
在皮斯村對光頭村之戰中，被安德殺死。
第一回人氣角色投票結果當選第三名。
- 史蓋爾

皮斯村的村民，在外出巡邏被萊恩發現，而被殺害，頭髮還被被萊恩當作掩飾身分的假髮，其慘死的樣子被翠絲佛發現，因此讓翠絲佛懷疑沃夫與萊恩的身分。
- 古拉斯.皮格

「皮格三兄弟」的老大，皮斯村的狩獵者, 於第3話登場。
在皮斯村對光頭村之戰中，被渦力安殺死。
- 渥德.皮格

「皮格三兄弟」的老二，皮斯村的狩獵者, 於第3話登場。
皮斯村滅亡後跟隨熱火加入末日軍。
- 貝克.皮格

「皮格三兄弟」的老三，皮斯村的狩獵者, 於第3話登場。
皮斯村滅亡後跟隨熱火加入末日軍。
- 其爾貝

皮斯村最厲害的鐵匠，替萊恩打造了雙狼刀。
皮斯村滅亡後跟隨熱火加入末日軍
- 席夫

皮斯村的村民，負責看守達特的守衛。
母親被光頭村殺害，因此討厭光頭村。
皮斯村滅亡後跟隨熱火加入末日軍。
- 辛

被萊恩和翠絲佛拯救的小村莊村長。
皮斯村滅亡後跟隨熱火加入末日軍。

#### 光頭村/卡門村
- 加德曼

光頭村首領，在首次襲擊皮斯村時被熱火砍去左手，父親死後把卡門村改名為光頭村，並沒有把高等獸族一事告訴新村民。
艾曼露的親生父親，在戰爭中被艾列克帶走。
帶領光頭村擊潰了皮斯村，殺死了首領安德。
在皮斯村的反擊戰中戰死。
- 渦力安

光頭村幹部，加德曼的心腹和兒時玩伴，也是光頭村的一員猛將。父親和叔叔被賽伯拉斯殺害。
在皮斯村反擊戰中，被熱火斬首。
- 狩絕

光頭村的軍隊長兼狩獵隊長，被萊恩殺死。
- 剝齊

光頭村的監獄長兼伙食管理，在沃夫被光頭村俘虜時負責行刊。
在皮斯村的反擊戰中，被熱火和萊恩殺死。
- 達特

光頭村的軍師兼醫生，愈知詳情#狼之村對照。
- 推爾

光頭村除了加德曼以外唯一有頭髮的人，賽伯拉斯的奴隸，擁有操控低第獸族的寶物。
在皮斯村對光頭村之戰後，被達特殺死。
- 畢格

達特被皮斯村擄走後上任的新幹部。在皮斯村對光頭村之戰中，被萊恩殺死。
- 斯拜

光頭村的謀士，愈知詳情#狼之村對照。
- 忽曼

加德曼的父親，卡門村的領袖，和賽伯拉斯立下約定。在戰爭中被殺害。
- 布蘿拉

加德曼的母親，卡門村最具實質影響力的「女戰神」，不滿賽伯拉斯的行為。
病死。
- 安露露

加德曼妻子，和加德曼誕下加德曼露。在戰爭中被殺害。
- 加德曼露

加德曼的女兒，愈知詳情#狼之村對照。
- 稻草

光頭村造反者的首領，愈知詳情#狼之村對照。
- 安娜芭芭

光頭村造反者成員，愈知詳情#狼之村對照。

#### 鐵人村
- 埃諾

鐵人村的首領，號稱「鋼鐵女神」，與狼之村是同盟關係。
孔武有力而且酒量極好。
與翠絲佛是兒時玩伴。
- 吉爾

鐵人村的策士，伶牙俐齒的個性，常與狼之村的鬥奇不合。

#### 毒牙族
- 艾列克

毒牙族首領，號稱「毒牙」，艾曼露的養父。
毒牙族是從人類文明崩解前就一直存在的製毒組織。
被賽伯拉斯發現並殺死，死前命令艾曼露帶走族人的研究資料逃走⁠⁠⁠⁠。

### 墓地
在這片土地上，人們擁有基本的建築知識與戰鬥裝備，低等獸族在這裡對人類並沒有造成太大的威脅。
在世界重啟之日，倖存的一支人類（主要由軍隊組成）留在淨土是末日軍的前身，另一支人類（主要由學者組成）逃亡到了一個巨大的島嶼，這群人稱此島為：「人類的墓地」，墓地之名由此而來。這批殘存的人類在墓地建立國家，並幾世紀以來都在試圖研發高等獸族毒藥。
墓地為「人類生態保留區」，王頒布了禁令，嚴禁任何高等獸族私自闖入墓地

#### 狼之國
阿樂國滅亡後，由沃夫統一墓地後建立的國家。
狼之國曾短暫的和末日軍結盟，並讓末日軍在墓地建造大型基地，雖然一開始韋德和沃夫協議墓地的實質統治者為沃夫，然而末日軍五獵人之一喬治和瑪莉稍後仍前來接管了墓地。在玄武國進攻墓地戰爭時，狼之國從末日軍手上取得先進的武器。擊退玄武國第一波攻擊後，狼之國在達特的計謀下逼走了末日軍，重新取得墓地以及末日軍在墓地建造的大型基地的，並和前往墓地的玄武同盟。
和玄武同盟後，達特、洛克、萊恩、沃夫前往淨土和玄武商議如何應對即將跟青龍國展開的戰爭以及大戰後玄武國的慘況，奧森、埃諾等其餘人則留守墓地。
狼之國和末日軍雖然看似都是獨立、不被高等獸族支配、並致力讓人類不被高等獸族支配的人類勢力，但和末日軍不同的是，末日軍傾向消滅大部分的高等獸族讓人類重返昔日榮耀，狼之國則相信人類跟高等獸族可以找到和平共存的方式，
在玄武和狼之國同盟後不久，為防墓地的人民受敵對勢力的威脅，沃夫決定讓狼之國的人民遷移到玄武國的領地上。
- 沃夫

狼之國國王，愈知詳情#狼之村對照。
- 奧森

狼之國負責指揮軍隊的大督軍，墓地的七勇士之一，號稱「女惡魔」。
把劍命名為「湯米」，因為劍是湯米送給奧森的，也是奧森視為最重要的人。
- 洛克

狼之國負責與高等獸族溝通的外交官，愈知詳情#狼之村對照。
- 萊恩

狼之國率領親衛隊的親衛隊長，愈知詳情#狼之村對照。
- 達特

狼之國處理國家事務的大宰相，愈知詳情#狼之村對照。
- 鬥奇

狼之國親衛隊隊員，愈知詳情#狼之村對照。
- 埃諾

狼之國親衛隊隊員，愈知詳情#鐵人村對照。
- 艾曼露

達特的搭檔，愈知詳情#狼之村對照。
- 愛麗絲

狼之國的外交官，愈知詳情#狼之村對照。
- 波利比

負責記錄狼之國的歷史，愈知詳情#狼之村對照。
- 海格力獅

高等獸族。
效命於露易絲卡蘿的十三位聖騎士之一，號稱「浪人」。殺害其他背叛露易絲卡蘿的聖騎士，因此被通緝。
擁有能夠隨意改變屬性的刀「吵鬧的刀」。
海格宗獅的弟弟，跟阿尼基、韮葦和喜波是舊識，喜歡薇多莉亞。
- 布列澤

高等獸族。
賽伯拉斯之孫，號稱「地獄的寒冰」，一等騎士。
賽伯拉斯死後成為黑犬國領主，雖然身為領主，但其下大部分騎士都被其他國家收買，起先和青龍國有同盟關係，但在和戰死後斷絕了同盟關係。
因為襲擊特爾托而被通緝，並且廢除黑犬國領主一職，最後跟土波波逃亡至墓地。
擁有傳說中的植入性武器「寒冰系統」。
在狼之國和玄武同盟後，因反抗玄武而被下高等獸足毒藥，最後選擇自爆身亡。
- 土波波

高等獸族。
布列澤的部下，中軍隊長，跟隨布列澤逃亡至墓地。
- 薇多

高等獸族。
效命於露易絲卡蘿的十三位聖騎士之一，喬治的工作顆伴，天才外科醫師。
- 奧爾

高等獸族。
效命於露易絲卡蘿的十三位聖騎士之首，

#### 阿樂國（Honor）
墓地三大國之一，國王為李德。
- 李德

阿樂國國王，出生以來就有半張臉是殘缺的，母親是父王的其中一位愛妃，因為生下李德被流放到邊境城鎮「廢城」。
在廢城認識了比薩和義塔莉，成為了當地的麻煩人物。
母親在十四歲的時候病逝，威士忌趁着那個時候將一切告訴了李德。
十六歲召集了不滿阿樂國的城鎮，擊敗了阿樂國的軍隊，挾持著同父異母的皇兄一路打進了阿樂王城。
被前任阿樂國國王強行囚禁，開始了不為人知的王宮生活，在這段期間內學會了如何治理國家以及應對鄰國的外交手段。
二十二歲串聯大怒國和不哀國攻打阿樂國，並聯合阿樂國內的革命份子一同推翻了阿樂國，成為了阿樂國國王。
在阿樂國攻打派瑞特城時，被狼之村活捉，最後被斬首示眾。
- 起司

阿樂國六大將之一，睿智城的城主，號稱「先知」。
原為革命軍首領，在革命認識了李德。
- 威士忌

阿樂國六大將之一，墓地的七勇士之一，守護城的城主，號稱「守護者」。
李德被流放時負責保護他們，被李德當作大哥。
劍的名字為「烈酒」。
在阿尼基襲擊墓地時，被阿尼基殺死。
- 龍舌蘭

阿樂國六大將之一，墓地的七勇士之一，信仰城的城主，號稱「火之魔女」。
原為在廢城著名的縱火狂，外號「縱火狂龍舌蘭」，只要心情有起伏就把別人燒掉，在酒吧裡認識了李德。
在阿尼基襲擊墓地時，被阿尼基殺死。
- 比薩

阿樂國六大將之一，墓地的七勇士之一，強攻城的城主，號稱「大力士」。
外表殘內心善良，深受城內小朋友歡迎。
在廢城認識了李德，視李德為重要的朋友。
在阿樂國攻打派瑞特城時，被賓諾殺死。
- 培根

阿樂國六大將之一，阿樂國的大督察，號稱「瘋狂眼鏡」。
原為在廢城行騙的騙子，外號「大騙子培根」，靠著嘴巴騙盡天下，在酒吧裡認識了李德。
湯米被處決時，為了報答狼之村的救命之恩而饒過奧森。
不滿李德的做法，在阿樂國攻打派瑞特城時和達特帶著人民造反，事後被達特殺死。
- 歐克

半獸人，李德同父異母的弟弟。母親為高等獸族，誕下歐克後被處於死刑。
阿樂國六大將之一，墓地的七勇士之一，光榮城的城主，號稱「狂戰士」。
在阿樂國攻打派瑞特城時，被賓諾殺死。
- 義塔莉

比薩身邊的女盜賊，在廢城認識了李德。
李德成為了阿樂國國王時，答應李德照顧比薩，

#### 派瑞特城
位於阿樂國境內的城鎮，其下六個鎮分別是荒鎮、涼鎮、熱鎮、鬧鎮、安鎮以及樂鎮。
- 湯米

派瑞特城的領主，岀生於農業世家，原為淨土的農夫以及末日軍成員，逃離淨土後成為海盜，逃亡時遇上特爾托，失去意識漂流到安樂城。
和強尼一起把安樂城改名為派瑞特城，並傳授當地居民正確的農業知識。
十年後遇上奧森，並收留了她，一直把她當作自己的女兒。
沃夫擔任荒鎮的鎮長後，決定拒絕供應歡樂草給阿樂國，卻被下屬出賣送進監牢。
與大怒國的照將軍一起逃獄，逃獄失敗最終被斬首示眾。
- 強尼

派瑞特城最大的「宗教首領」，
- 奧森

派瑞特城的船長，愈知詳情#狼之國對照。
- 飛鳥

派瑞特城的副船長，「鳥語者」。
與湯米一起被送進監牢，逃獄時被威士忌殺死。
- 瑪麗安

- 瑪麗

強尼的女兒，

#### 荒鎮
位於派瑞特城境內的城鎮。
- 阿肯普

荒鎮的鎮長，號稱「鐵拳魔鬼」，脾氣極不穩定。
大怒國的內應，和強盜有勾搭。
憑著自己的努力當上了荒鎮的鎮長，任務是取替湯米成為派瑞特領主。
內應身份被揭發後，被萊恩殺死。
- 莫得里

阿肯普的隨從。
大怒國的內應，和強盜有勾搭。
企圖派人威脅達特，卻反被達特暗算。
阿肯普死後被潛伏在強盜集團的大怒國使者殺死。
- 葛雷

阿肯普的愛將，荒鎮最強的戰士，刀的名字為「大狂牙」。
大怒國的內應，和強盜有勾搭。
企圖阻止恩殺前往強盜基地，被萊恩殺死。
- 黛兒

在荒鎮工作的妓女。
丈夫被葛雷殺死，女兒被強盜抓走。
協助狼之村擊敗阿肯普，事後被達特殺死。
- 強盜首領

真名不明，強盜集團首領。
大怒國雇來協助阿肯普的強盜，被阿肯普背叛時獲得萊恩的同情。
阿肯普死後被潛伏在強盜集團的大怒國使者殺死。
- 「那個人」

真名不明，黛兒丈夫，羅爾的主人，生前為荒鎮中數一數二強悍的戰士。
葛雷的戰友，在一次戰爭中，受到了非常嚴重的傷害，於是從前線退出，留在荒鎮擔任守衛。
得知阿肯普是大怒國的內應後拒絕加入，被葛雷殺死。
- 普非

強盜，被阿肯普殺死。

#### 大怒國
墓地三大國之一，國王為地鼠。
- 地鼠

大怒國國王，矮子。
在阿樂國攻打派瑞特城時，被奧森殺死。
- 飛龍

地鼠的兒子，墓地的七勇士之一，號稱「怒火戰神」。
在阿尼基襲擊墓地時，被阿尼基殺死。
- 照將軍

大怒國邊境城鎮城主，襲擊培根而送進監牢。
- 使者

真名不明，潛伏在強盜集團預防強盜集團叛變，阿肯普死後殺死了莫得里。
協助照將軍和湯米逃獄，逃獄時被威士忌殺死。

#### 不哀國
墓地三大國之一，女王為哀子。
- 哀子

不哀國女王，天生一副衰臉。
- 夫羅

不哀國的首席戰士，墓地的七勇士之一，號稱「送葬人」。
在阿尼基襲擊墓地時，被阿尼基殺死。
- 火槍

與夫羅並列為不哀國最強戰士，號稱「穿心死神」。
在阿尼基襲擊墓地時，被阿尼基殺死。

### 淨土
在這片土地由高等獸族統治，裡面的人類沒有任何地位，而人類最後的希望「末日軍」則潛伏在這片土地上。

#### 狼之組
玄武國元氣大傷後成立的新隊伍，並由沃夫擔任組長，洛克擔任作戰策士。
- 沃夫

狼之組組長，愈知詳情#狼之村對照。
- 洛克

狼之組的作戰策士，愈知詳情#狼之村對照。
- 萊恩

愈知詳情#狼之村對照。
- 達特

愈知詳情#狼之村對照。
- 奧森

愈知詳情#狼之國對照。
- 愛麗絲

愈知詳情#狼之村對照。
- 艾曼露

愈知詳情#狼之村對照。
- 埃諾

愈知詳情#狼之村對照。
- 鬥奇

愈知詳情#狼之村對照。
- 波利比

愈知詳情#狼之村對照。
- 海格力獅

愈知詳情#狼之國對照。
- 薇多

愈知詳情#狼之國對照。
- 奧爾

愈知詳情#狼之國對照。
- 影鬼

高等獸族。
「忍者團」成員，福若的愛徒，論實力絕對排在玄武國的前三名。
在玄武國元氣大傷後殺死被收買的「忍者團」叛徒，後奉福若命訓練萊恩。
沒有像其他高等獸族一樣看不起人類，反而視萊恩為具有威脅性的戰士。
- 賓諾

高等獸族。
永生者之一，號稱「地牛」，二百年前自願提供給阿樂國作為毒藥實驗對象。
賢者計劃實驗編號五號。
和艾曼露合作研究對付高等獸族的毒藥，並認為艾曼露是二百多年來最利害的製毒師。
阿樂國滅亡後離開墓地，踏上回家鄉之旅，途中路過玄武國，並協助玄武國擊退青龍國。
在玄武國重遇艾曼露，並覺得狼之組比想像中堅強，因此選擇幫助狼之組。
- 瑪格麗特

半獸人，阿拉蒙的女兒。
末日軍六獵人之一，號稱「天堂鳥」。
擅長空戰，遺傳阿拉蒙了的翅膀。
為了和阿拉蒙進行更密切的合作而被韋德收留，在韋德死後被新的總司令瑪莉冷落。
因為不認同瑪莉現在的我作法，加上對特爾托在青龍國時要創造人類和高等獸族能夠同居的國家的發言感到興趣，因此決定加入狼之組。

#### 玄武國
- 特爾托

高等獸族。
現任玄武國領主，號稱「不敗的戰艦」，五大騎士之一，是第一位沒有掛著「九命法師」頭銜的玄武國領主。
無論是政治、智慧、武力都在眾人之上，是第一位將玄武國的勢力拓展到如此強大的玄武。
在年少時期加入了軍隊，在戰爭中失去妻子後開始信仰「天火教」，籍由宗教慰藉受傷的心。同時學習玄武國的最強武術「獅拳流」，並成為「獅拳流」的頭號弟子。
是個非常厲害的科學家，致力研究植入性武器，和「大煉金術師」孫麗學習科學技術後獨自研發出令人聞風喪膽的植入性武器「海神」。
視阿尼基為自己兒子，並用了阿尼基的基因打造「八頭大蛇」。
瞧不起人類，同時是人類奴隸的最大客戶，但在和狼之國同盟後斯乎有所改變。之後更在達特的建議下解除了人類奴隸的奴隸身份，並成立了人類自治區。
痛恨末日軍。
在末日軍和青龍國攻打玄武國後，下令解除韮葦和福若的親衛隊職稱，並成立了全新的隊伍「狼之組」。
- 阿尼基

高等獸族。
玄武親衛隊之一，特爾托的愛將，萬鱷城的城主，一等騎士，號稱「破壞神」。
絲毫不懂得節制與手下留情的瘋子，一出手就會盡全力，抱着摧毁一切的心態戰鬥，曾經因為一點爭執毀了一座城市，因此經常被關進監獄裡。
個性衝動、好戰又殘暴，年幼時失手殺了自己母親。跟海格力獅、韮葦和喜波是舊識，把他們看得比自己重要。
景仰特爾托，視特爾托為自己父親，其基因被阿尼基因打造成「八頭大蛇」。
得知洛克在墓地後立即前往墓地，並摧毀了不哀國以及殺死了墓地七勇士其中四位，最後被萊恩殺死。
- 喜波

高等獸族。
玄武親衛隊之一，一等騎士，號稱「泥沼炸彈」。
跟阿尼基、韮葦和海格力獅是舊識，海格力獅被通緝時協助他擺脫教會。
被末日軍五獵人之一「屠宰場」亞力山殺死。
- 福若

高等獸族。
玄武親衛隊之一，一等騎士，號稱「忍者大師」。
玄武國暗殺機動部隊「忍者團」的團長。
擁有武器系統「暗器系統」，能夠隨心所欲的變岀暗器。
在末日軍和青龍國攻打玄武國時失去了左眼和左手。
因為傷勢太重，被下令解除親衛隊職稱，並且在住處好好休養。
- 韮葦

高等獸族。
玄武親衛隊之一，一等騎士，號稱「猛火妖狐」。
跟阿尼基、喜波和海格力獅是舊識，「天火教」的最高領袖，現任「九命法師」。
在末日軍和青龍國攻打玄武國時失去了雙手。
因為傷勢太重，被下令解除親衛隊職稱，並且在住處好好休養。
- 牛頭

高等獸族。
玄武親衛隊之一，接替阿尼基和喜波的新成員，一等騎士。
「天火教」的最強戰鬥僧侶。在末日軍攻打玄武國時失去了左眼。
在攻打墓地的戰役中被拜倫收買，投靠了青龍國。
最後在襲擊玄武的戰役被八頭大蛇給吞噬掉。
- 馬面

高等獸族。
玄武親衛隊之一，接替阿尼基和喜波的新成員，一等騎士。
福若的頭號弟子。在末日軍攻打玄武國時失去了尾巴。
在攻打墓地的戰役中被拜倫收買，投靠了青龍國。
最後在襲擊玄武的戰役被八頭大蛇給吞噬掉。
- 海格宗獅

高等獸族。
現任「獅拳流」當家，一等騎士，號稱「大武術家」。植入性系統是玄武國最可怕的武器之一：『宗師的鐵拳』
海格力獅和海格武獅的哥哥。
在攻打墓地的戰役中被拜倫收買，投靠了青龍國。
對特爾托和人類同盟感到極度不滿，率領投靠青龍國的原玄武國騎士攻擊玄武，並嘗試取代特爾托，成為新任玄武。
在襲擊玄武的戰役被八頭大蛇打成重傷。玄武下令要喬克用科技手法讓海格宗師以面目全非的方式活下來，要他親眼看特爾托將帶給玄武國的新未來。
最後死於青龍安裝在海格宗師身上的炸彈。
- 海格力獅

高等獸族。
海格宗獅的弟弟和海格力獅的哥哥，愈知詳情#狼之國對照。
- 海格武獅

高等獸族。
海格宗獅和海格力獅的弟弟，「獅拳流」本家的三兒子。
原是玄武旗下的一名騎士，在玄武國元氣大傷時被拜倫收買，投靠了青龍國。
最後在襲擊玄武的戰役被海格力獅斬斷了手，被八頭大蛇給吞噬掉。
- 影鬼

高等獸族。
「忍者團」成員，愈知詳情#狼之組對照。
- 佛光

高等獸族。
「天火教」教徒，戰鬥僧侶。
- 喬克

高等獸族，阿波羅的子孫。
玄武國的科學部長，熱愛研究人類，「鳥語者」計劃的開發者，曾經跟阿拉蒙是合作夥伴。
以人類為藍本製造了「改造人」，分別命名為三藏、八戒和悟淨，並視他們為自己的親生子女。
在科穆恩死後與沃夫分道揚鑣，前往環境維護工程局，企圖利用「進化之水」來製造「地球之藥」，讓地球恢復到一開始的狀態。
- 約翰

高等獸族。
玄武國的情報官，洛克的好友，經常透露許多機密情報給洛克知道。
- 青鬼

高等獸族。
反政府的領袖，在特爾托發表公開道歉後拒絕了拜倫的賄賂。
- 赤鬼

高等獸族。
民主派的主席，在特爾托發表公開道歉後拒絕了拜倫的賄賂。
- 麒麟

高等獸族，號稱「裂嘴」，「天火教」教徒，特爾托的義弟。
特爾托派往青龍國的臥底，長期居住於青龍國底層街區。
科穆恩死後負責解決會背叛玄武國的騎士。
- 八頭大蛇

- 千人斬鬼馬

高等獸族，玄武特攻隊的領隊:
曾經是玄武親衛隊的成員，但因濫殺平民而被革職，帶著其他被拔出勳章榮譽的惡名昭彰的騎士組成玄武特攻隊，參加玄武攻墓地的侵略，最後面對布列澤、洛克、海格力獅等人的強大感到絕望而放棄抵抗被殺。
- 忤逆的刀砲手

高等獸族，玄武特攻隊的一員。
因槍殺長官而惡名昭彰，死於攻打墓地的戰爭。
- 殘殺火蛇

高等獸族，玄武特攻隊的一員。
殘暴且惡名昭彰的騎士，死於攻打墓地的戰爭。
- 惡賊老爹

高等獸族，玄武特攻隊的一員。
盜取國家資源、開設賭場，在攻打墓地的戰爭中死於海格力獅之手。
- 暗夜禿鷹

高等獸族，玄武特攻隊的一員。
惡名昭彰的騎士，死於攻打墓地的戰爭。
- 炸藥大師

高等獸族，玄武特攻隊的一員。
因炸掉一個小鎮而惡名昭彰的騎士，在攻打墓地的戰爭中被海格力獅殺死。

#### 白虎國
- 薇多莉亞

高等獸族。
愛麗絲的姊姊，現任白虎國領主，號稱「高傲的狂風」，五大騎士之一，其父為前任白虎。
痛恨人類，從小時候開始就認為人類只是種會破壞其家庭的害蟲。
- 珊朵

高等獸族。
白虎親衛隊之一，一等騎士，號稱「攻城砲」，四劍客之一。
堪稱白虎國內威力最強的人，洛克舊情人之一，洛克離開軍隊後接收了部分的成員，包括拳太郎和凱特。
- 梅林

高等獸族。
白虎親衛隊之一，一等騎士，號稱「史萊姆」，四劍客之一。
擁有武器系統「史萊姆系統」，
- 亞瑟

高等獸族。
白虎親衛隊之一，一等騎士，號稱「獨臂鬣狗」，四劍客之一。
白虎國遊俠團團長。
- 巴風特

高等獸族。
白虎親衛隊之一，一等騎士，號稱「死靈法師」，四劍客之一。
喜歡珊朵，視珊朵為女神。
- 泰格爾

高等獸族。
前任白虎國領主，薇多莉亞和愛麗絲的父親，雙腳被韋德斬斷，還得了「戰場恐懼症」。
愛麗絲被綁架時，被奧爾殺死。
- 愛麗絲

高等獸族。
薇多莉亞的妹妹，愈知詳情#狼之村對照。
- 露易絲卡蘿

高等獸族。
薇多莉亞和愛麗絲的母親，
- 海格力獅

高等獸族。
海格宗獅的弟弟和海格力獅的哥哥，愈知詳情#狼之國對照。
- 奧爾

高等獸族。
愈知詳情#狼之國對照。
- 葛莉絲

高等獸族。
「遠征騎士團」團長，號稱「災厄」。
在追捕洛克時，被韋德殺死。
- 葛拉夫

高等獸族。
「遠征騎士團」副團長，號稱「天眼」。
在追捕洛克時，被韋德殺死。
- 梅克

高等獸族。
「遠征騎士團」團員。
在追捕洛克時，被韋德殺死。
- 長槍騎士

高等獸族，低階騎士，是亞瑟的手下，在萊恩和愛麗絲在白虎國的期間，莽撞的攻擊萊恩而死在萊恩手下

#### 青龍國
- 科穆恩

高等獸族。
在小時候曾經因為自己是變色龍而遭受歧視跟霸凌，後來在賽伯拉斯的幫助提拔以及自身的努力下，成為強大的騎士。現任青龍國領主，號稱「幻變的魔龍」，五大騎士之一。
痛恨人類，致力於修復大自然，是唯一一個沒有採用人類奴隸的大騎士。
同時擁有「隱形」和「龍鱗」兩個武器系統。
雖然尊敬賽伯拉斯，但極度不認同賽伯拉斯的「人類維護計畫」，認為人類是破壞地球的蛀蟲，雖然賽伯拉斯曾對青龍說：「你有天會找到和人類共存的意義」但至今青龍仍未找到。
在青龍發現洛克在雖然是高等獸族卻在幫助人類，對洛克產生了極大的興趣，而偽裝成也是追求人類跟高等獸族的鬥士，成為洛克最好的朋友，也被洛克邀請至萊德博士的基地。曾和洛克組成「最強的二人組」，一起出任務。然而最終青龍背叛了洛克，帶著軍隊殺光了基地中的人類，從此和洛克結下不共載天之仇。
在玄武國攻打青龍國的戰爭中被達特發射的毒藥殺死。
- 拜倫

高等獸族
一等騎士，號稱「紳士袋鼠」。
身穿大外套，身旁總有美女陪侍，青龍國最強殺手，專門負責收買鄰國強悍的騎士。
在玄武國攻打墓地的船艦返國時在半路攔截，摧毀了這支由眾多強悍騎士組成的軍隊（但之後揭露其實這支玄武國軍旅是被拜倫給招降）。
擁有一個特殊的能力：鋼鐵般的愛。和高等獸族女性簽約後，該女性成為拜倫的女人，侍奉著拜倫，並因此有了鋼鐵之身，不過關於這項能力詳情跟細節依然不明。
在玄武國遭受重創後，招降、賄賂了眾多原屬於玄武國的騎士，並帶著毒藥樣本投靠了朱雀國。
- 赫爾

高等獸族。
三等騎士，號稱「神速」。
原為賽伯拉斯下屬，賽伯拉斯死後投靠科穆恩。
出名的瘋子。
- 席爾

高等獸族。
一等騎士，號稱「鐵犀牛」。
- 曼特

高等獸族。
一等騎士，號稱「鹿角法師」，環境維護工程局成員。
攻打狼之國失敗，但成功帶走毒藥樣本。
- 絲酷兒

高等獸族。
一等騎士，號稱「獵手松鼠」，環境維護工程局成員。
最強的投擲手，擁有植入性武器，能將長矛一絲一毫都不差的射中目標。
在玄武國攻打青龍國的戰爭中被達特發射的毒藥殺死。
- 大克

高等獸族。
赫爾的兒時玩伴，大軍隊長，號稱「噴射鴨」，著名的獨行俠。
在沃夫前進派瑞特城時襲擊船隻，被洛克殺死。
- 西里昂

高等獸族。
赫爾的兒時玩伴，大軍隊長，號稱「巨劍」。
在沃夫前進派瑞特城時抵達狼之村，被熱火殺死。
- 世界

人類，有可能是青龍國中的唯一人類。
是喬克的終極人類實驗成品，喬克之前的人類實驗品「鳥語者」可以聽懂鳥類的語言，而讓人覺得這些人類有預言的能力。但世界不只如此，她可以聽到幾乎世界上所有的事情跟對話，因為世界可以聽到全世界的聲音，因此在青龍問她名字時便要青龍稱呼她為世界。
世界的竊聽能力雖然極為強大，但似乎也有死角跟限制，比方說喬克加裝防竊聽裝置後就無法竊聽。
雖然身為人類，但極度通恨人類，認同青龍的理念而前去協助青龍。
- 奧比薩斯

高等獸族。
青龍國二等騎士，號稱「追捕者」。
『在奧比薩斯面前，逃跑就是笑話』擁有捕捉逃犯的可怕能力，連洛克和影鬼等人都被抓住，然而最後被沃夫用高等獸族毒殺。
- 阿瑪森

高等獸族。
怒雷狂獅的母親，號稱「百勝狂獅」，跟白犬是舊識。
在科穆恩叛變時，被絲酷兒殺死。
- 帕斯狄

高等獸族。
怒雷狂獅的父親，「青龍劇場」的經營者。
在科穆恩叛變時，被絲酷兒殺死。
- 戴蔓

高等獸族，二等騎士，號稱「殺戮鑽石」，是青龍國知名演員，是洛克的舊情人。
現在是拜倫的緋聞女友。
在科穆恩死後跟隨拜倫投靠了朱雀國。
- 茵特蘿

高等獸族，二等騎士，號稱「冠軍羚羊」，是拜倫後援會的會長，也是拜倫的情人。
在科穆恩死後跟隨拜倫投靠了朱雀國。
- 煉獄

高等獸族，真名不明，二等騎士，號稱「煉獄」。
在科穆恩死後企圖當任新的青龍，被麒麟的「幫忙拳」打死。
- 白毛

高等獸族，真名不明，二等騎士，號稱「白毛」。
在科穆恩死後企圖當任新的青龍，實際上是被特爾托收買的騎士，幫助解決會背叛玄武國的騎士。
- 黃金獵手

高等獸族，真名不明，三等騎士，號稱「黃金獵手」。
得知麒麟是臥底之後，跟隨麒麟投靠了玄武國。
- 旋風兔腿

高等獸族，真名不明，三等騎士，號稱「旋風兔腿」。
得知麒麟是臥底之後，跟隨麒麟投靠了玄武國。

#### 屠龍特攻隊
- 怒雷狂獅

高等獸族。
真名不明，前青龍「轟雷戰神」的孫子，號稱「怒雷狂獅」，為屠龍特攻隊的隊長。
擁有「狂怒雷神」系統，能力是可以干擾所有電子設備，使其暫時失去作用，包含植入性武器系統。可以讓植入性武器系統失去功能五分鐘。
- 雀克

高等獸族。
屠龍特攻隊副隊長，號稱「快腳」，曾為青龍國一等騎士，將沃夫等人接應到屠龍號。
- 鐵頭

高等獸族。
屠龍特攻隊隊員，曾為青龍國一等騎士
- 臂槌

高等獸族。
屠龍特攻隊隊員，曾為青龍國一等騎士

#### 朱雀國
- 阿拉蒙

高等獸族。
前任朱雀國領主，號稱「太陽的懲罰」，五大騎士之一。
雖然口口聲聲斥責白虎和玄武的殘忍，但是也是人類奴隸的愛用者。
- 金巴格

高等獸族。
朱雀親衛隊，一等騎士，號稱「聖盾」。
朱雀國最強的騎士。
- 胡黑德

朱雀親衛隊，一等騎士，號稱「聖劍」。
- 庫邏

- 髮子

- 老鷹凱薩

「太陽神的雙翼」之一，號稱「金色翅膀」。
- 傑克烏鴉

「太陽神的雙翼」之一，號稱「黑色翅膀」。
- 蘇札庫兒

#### 黑犬國
- 賽伯拉斯

高等獸族。
黑犬國領主，號稱，五大騎士之一。
- 布列澤

高等獸族。
賽伯拉斯之孫，原黑犬國領主，愈知詳情#狼之國對照。
- 黑犬

高等獸族
賽伯拉斯與布列澤祖先，發現法默家族優異的農作技術，並協助提升其家族地位以換取美味的食物
- 土波波

高等獸族。
布列澤的部下，愈知詳情#狼之國對照。
- 拳太郎

高等獸族。
布列澤的部下，大軍隊長，號稱「移動戰車」。
- 凱特

高等獸族。
布列澤的部下，大軍隊長。
- 梅可

高等獸族。
一等騎士，與特爾托是摯友，號稱「穿著人皮大衣的貂」，「人類奴隸交易所」的所長，擁有世界上七成的奴隸。
擁有使人類喪失思考能力與戰意的「馴人師」武器系統。
布列澤被通緝後成為黑犬國領主，接受電視台訪問時被末日軍綁架，為了不讓人類有機會得到「馴獸師」系統，而被特爾托殺死。

#### 末日軍
一支在淨土殘存的人類軍隊，致力於對抗高等獸族。而其中末日軍六獵人的實力堪比高等獸族的一等騎士，而現任末日軍總司令『希望之風」韋德更曾打敗舊的五大騎士。
末日軍和狼之國是目前故事中少數可以和高等獸族平起平坐、一較高下的人類勢力。
- 韋許.韋德（Wish Wind）

末日軍的總司令，號稱「希望之風」。
岀生於白虎國邊境，父母為遊牧民族。從岀生開始為了躲避高等獸族的襲擊而不斷地奔波於淨土。
父母都是很厲害的機械學家，傳授了許多機械學的知識給韋德。
八歲的時候，被押進奴隸所。父親死於「困獸之鬥」，母親被切斷手腳做成了觀賞用的「花瓶」。
十三歲的時候，趁著希里夫熟睡時給他殺了。其後遇見末日軍，並加入了末日軍。
曾經打敗之舊日的五大騎士，並斬斷了泰格爾的雙腳。
在青龍國之役被科穆恩重傷，後被艾可絲改造為「全機械人」
- 喬治和瑪莉（George & Mary）

末日軍的副司令，五獵人之一，號稱「雙城鐵壁」。
平時是瑪莉，駕駛著雙城鐵壁的則是喬治。
在韋德死亡後接下末日軍總司令的職位，並推動「全機械人類軍團」計畫。
被朱雀殺死後末日軍歸順朱雀。
- 凱薩

半獸人。
末日軍六獵人之一，號稱「狂徒」。
必殺武器為「派對驚喜包」。
負責綁架梅可。
在和拜倫、戴蔓、茵特蘿等的對戰中死亡。
- 亞力山

末日軍六獵人之一，號稱「屠宰場」。
看似莽夫，但作戰卻小心翼翼。
在和拜倫、戴蔓、茵特蘿等的對戰中死亡。
- 瑪格麗特

半獸人，阿拉蒙的女兒。
末日軍六獵人之一，號稱「天堂鳥」。
愈知詳情#狼之組對照。
- 修行者

半獸人。
真名不明，末日軍六獵人之一，號稱「修行者」。
曾經為福若的弟子。
- 熱火

末日軍六獵人之一，號稱「戰神」。
皮斯村殘黨，愈知詳情#皮斯村對照。
- 渥德.皮格

皮斯村殘黨，愈知詳情#皮斯村對照。
- 貝克.皮格

皮斯村殘黨，愈知詳情#皮斯村對照。
- 其爾貝

皮斯村殘黨，愈知詳情#皮斯村對照。
- 席夫

皮斯村殘黨，愈知詳情#皮斯村對照。
- 辛

皮斯村殘黨，愈知詳情#皮斯村對照。
- 雪拉

熱火在狼之村遇到的少女，協助熱火殺死西里昂。
其爺爺為前末日軍總司令。
- 萊德

末日軍的科學家，洛克的義父。
在未日軍帶領「研究基地」，其基地裏的人都想和高等獸族談和。
在科穆恩攻派兵打「研究基地」時，被科穆恩殺死。
- 蘿露

萊德的女兒，洛克的舊情人。
在科穆恩攻派兵打「研究基地」時，被科穆恩殺死。

#### 媒體
- 紐斯

高等獸族。
新聞社的主播，主持節目包括「紐斯電視秀」。
在科穆恩死後決定跟隨沃夫行動，堅信能夠繼續見證世界的改變。
- 白犬

高等獸族。
紐斯的父親。

### 永生者
永生者者是服用永恆之藥而永生不死的高等獸族，這邊的永生不死可能是指不會自然衰老死亡，但有可能被外力殺死（從賓諾中毒瀕臨死亡可以窺見）。
- 威利

最早期的高等獸族，永生者之一，威利博士的寵物，號稱「放逐者」。
登場於第7話
似乎默默的幫助人類，包含協助人類研發高等獸族毒藥，但意圖不明。沃夫手上的「石頭」是他在殺害賽伯拉斯的手下時留下來的「智慧型手機」。
擁有當今最強的裝備「黑色外套」。
- 孫麗

最早期的高等獸族，永生者之一，威利博士的寵物，號稱「大煉金術師」。
目前居住在玄武國的天竺山裡面，擁有讓動物變成高等獸族的「進化之水」的製作方法。
- 賓諾

高等獸族，永生者之一。
愈知詳情#狼之組對照。
- 威比

最早期的高等獸族，永生者之一，淨土的王，回憶中顯示早期號稱「反抗者」，擁有能放出雷電的武器系統。
- 瘟疫者

高等獸族，真名不明，永生者之一，王的右將軍，號稱「瘟疫者」，擁有增強力量的武器系統。
- 哥力夫

最早期的高等獸族，永生者之一，王的左將軍，號稱「毀滅者」。
原為動物園的領導。擁有堪稱當今最強的系統「重力系統」。

### 世界重啟之日前的人類和早期的高等獸族
- 威利

威利博士，世界重啟之日的起因。
- 西格瑪

曾經和威利是同一個團隊的夥伴，世界重啟之日後被當成威利的共犯。
- 阿波羅

最早期的高等獸族，是喬克的祖先

### 其他角色
- 摩提

沃夫的朋友，來自帕辛村, 於第1話被低等獸族殺死。
- 英格蘭

翠絲佛和史蓋爾的父親，「先民智慧」的管理員，目標是要保護「先民智慧」並且將其內容傳達給更多的人類。
傳教期間遇到喬克，把翠絲佛送去做人體實驗。
- 希里夫

高等獸族，號稱「長生不老的希里夫」，人類奴隸商人。
某夜熟睡時被韋德殺死。
- 馬力鼠

高等獸族。
國際知名導演，準備將狼之王沃夫的故事拍成電影。
- 來福

高等獸族。
影帝，也是沃夫的粉絲，將在狼之王的故事電影中擔任男主角，此片也是來福第一次飾演人類。
- 黃色書刊

作者，曾經在外外傳登場，被稱作「便當外送員」。
- 沃琳

人類女姓, 是一名觀察者, 來自未來世界的淨土。
於第1話登場, 在低等獸族手上救了沃夫。
第50話再次登場, 以「觀察者」自居, 認為沃夫是她找要找的那位「W」。

## 單行本
| 卷數 | 發售日期       | ISBN                |
| ---- | -------------- | ------------------- |
| 1    | 2015年1月16日  | ISBN 978-9571361741 |
| 2    | 2015年7月20日  | ISBN 978-9571363172 |
| 3    | 2015年12月15日 | ISBN 978-9571364490 |

## 外部連結
- 《W》∪Comico連載頁面 （页面存档备份，存于）
- 《W》Webtoon連載頁面 （页面存档备份，存于）